# Holotrichia platypyga
Holotrichia platypyga är en skalbaggsart som beskrevs av Gilbert John Arrow 1938. Holotrichia platypyga ingår i släktet Holotrichia och familjen Melolonthidae. Inga underarter finns listade i Catalogue of Life.